# Carlo Sacconi
Carlo Sacconi (né le 9 mai 1808 à Montalto delle Marche, dans l'actuelle province d'Ascoli Piceno, dans la région des Marches, alors dans les États pontificaux et mort le 25 février 1889 à Rome) est un cardinal italien du XIXe siècle. 

## Biographie
Carlo Sacconi est membre de la Curie romaine. Il est nommé archevêque titulaire de Nicée et nonce apostolique en Bavière en 1851 puis en France de 1853 à 1860. Il est consacré le 8 juin 1841 par Giacomo Filippo Fransoni avec comme co-consécrateurs Giuseppe Valerga et Rosendo Salvado (es)
Le pape Pie IX le crée cardinal lors du consistoire du 27 septembre 1861. 
En 1863, il est nommé par le pape préfet pour les finances de la Congrégation pour l'évangélisation des peuples.
Il participe au conclave de 1878, lors duquel Léon XIII est élu pape. Avec sa nomination comme cardinal-évêque d'Ostie en 1884, il devient doyen du Collège des cardinaux primus inter pares.

## Succession apostolique
Carlo Sacconi a ordonné les évêques suivants :
- Évêque Giuseppe Rosati (1867)
- Archevêque Enrico Bindi (it) (1867)
- Archevêque Giuseppe Giusti (1867)
- Évêque Domenico Ramaschiello (1871)
- Évêque Alessandro Maria Basile, C.SS.R. (1871)
- Évêque Anastasio Laterza, O.Carm. (1871)
- Évêque Tobia Patroni (1871)
- Évêque Salvatore Silvestri, C.SS.R. (1872)
- Évêque Raffaele Gagliardi (it) (1872)
- Évêque Antonio Piterà (it) (1872)
- Évêque Domenico Maria Villa (it) (1872)
- Évêque Giuseppe Maria Cione (1872)
- Évêque Federico Maria Galdi (1872)
- Évêque Giuseppe Maria Cotellessa (1872)
- Archevêque Francesco Converti (it), O.F.M.Obs. (1872)
- Évêque Rambaldo Magagnini (fi) (1872)
- Évêque Vincenzo Salvatore (1872)
- Cardinal Edward Henry Howard (1872)
- Évêque Aniceto Ferrante (it), C.O. (1873)
- Évêque Mariano Positano (1873)
- Évêque Luigi Corsani (1874)
- Évêque Giuseppe Spinelli (1874)
- Archevêque Francesco Folicaldi (1876)
- Évêque Ottaviano Rosario Sabetti, C.SS.R. (1880)
- Évêque Luigi Bonetti (1886)
- Évêque Luigi Maria Canestrari (de) (1886)